# Joel Portella Amado
Joel Portella Amado (Rio de Janeiro, 2 de outubro de 1954 ) é um prelado católico brasileiro. É bispo da Diocese de Petrópolis.

## Presbiterato
Estudou filosofia no Instituto Aloisiano da Companhia de Jesus e teologia na Pontifícia Universidade Católica do Rio de Janeiro (PUC-RJ), onde fez o doutorado em teologia pastoral. Também estudou direito na Universidade Estadual do Rio de Janeiro (UERJ).
Foi ordenado sacerdote em 12 de outubro de 1982 por cardeal Eugênio Sales e desempenhou diversas funções na Arquidiocese do Rio de Janeiro, como pároco, professor e acadêmico. Foi vigário-geral, coordenador arquidiocesano de pastoral, pároco da catedral metropolitana; membro do Conselho Presbiteral e do Colégio dos Consultores, Professor da PUC, diretor administrativo do Museu de Arte Sacra, diretor do Arquivo Arquidiocesano, responsável pelos textos litúrgicos da Comissão de Pastoral litúrgica e arquivista do Cabido Metropolitano.
Em 2007, participou da V Conferência Geral do Episcopado Latino-americano em Aparecida como assessor-delegado. Em 2008 se tornou capelão de Sua Santidade e em 2013 foi secretário-executivo da Jornada Mundial da Juventude do Rio de Janeiro.

## Episcopado
No dia 7 de dezembro de 2016 foi nomeado pelo papa Francisco bispo titular de Carmeiano e auxiliar de São Sebastião do Rio de Janeiro. Sua ordenação episcopal ocorreu no dia 28 de janeiro de 2017, em sua cidade natal, ministrada pelo cardeal arcebispo de São Sebastião do Rio de Janeiro, Dom Orani João Tempesta, O.Cist., coadjuvado por Dom Assis Lopes, bispo auxiliar de São Sebastião do Rio de Janeiro e por Filippo Santoro, arcebispo de Taranto.
No dia 7 de maio de 2019 foi eleito secretário-geral da CNBB.
No dia 26 de abril de 2023, durante a 60° Assembleia Geral da CNBB, foi eleito presidente da Comissão Episcopal para a Doutrina da Fé no período de 2023-2027.
Em 31 de janeiro de 2024 foi nomeado bispo da Diocese de Petrópolis A sua posse foi em 9 de março.